# Tom Morris Jr.

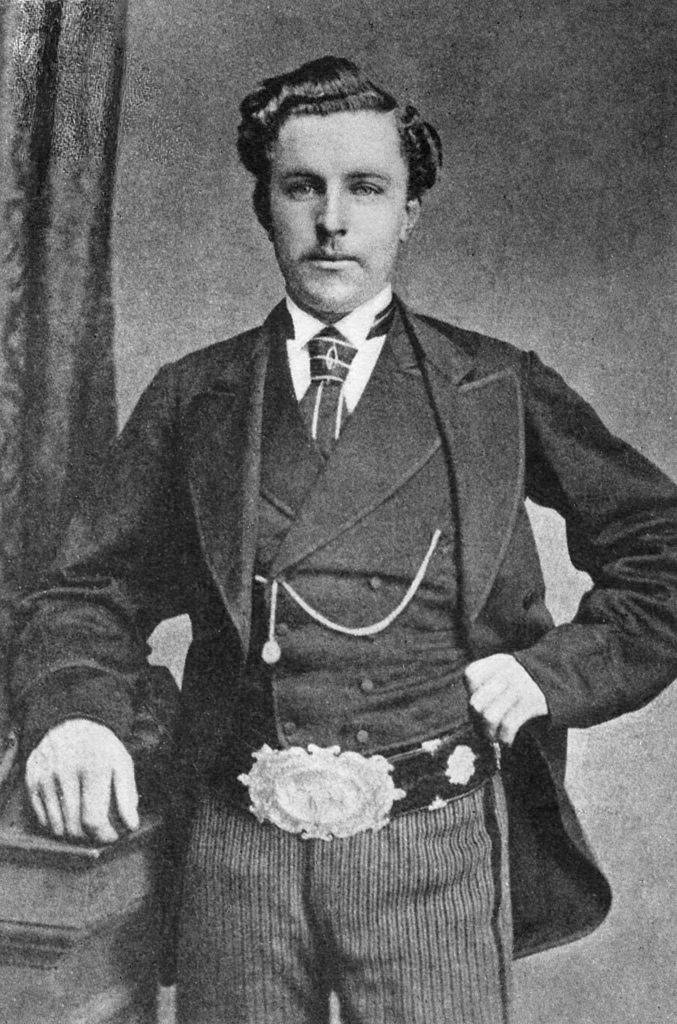
Tom Morris, Jr.

Tom Morris, Jr., conocido también como "Young Tom Morris" (St. Andrews, condado de Fife, Escocia, 20 de abril de 1851 - ibídem, 25 de diciembre de 1875) fue uno de los pioneros del golf profesional. Su padre, Tom Morris, Sr., era el cuidador de los campos de golf de St. Andrews y ganó cuatro Abiertos Británicos entre 1861 y 1867.
El "joven" Tom ganó el Abierto Británico en las ediciones celebradas en 1868, 1869, 1870 y 1872; en la edición de 1869 su padre terminó segundo, solo vencido por el joven Tom, el único caso en la historia del campeonato de una victoria y un segundo puesto por parte de dos miembros de una misma familia. Debido a que ganó tres ediciones consecutivas entre 1869 y 1870, la organización del torneo decidió concederle en posesión el premio del mismo, el Cinturón de Campeón, por lo que se vio obligada a adquirir el actual premio, la conocida como Claret Jug, o jarra de plata maciza, para la siguiente edición del torneo, en 1872. El "joven" Tom ganó también esa edición, por lo que su nombre fue el primero que se grabó en ella.
En 1874, Tommy tenía 23 años y se le presentaba el desafío de ganar el Open en una cancha que no fuera Prestwick; había terminado tercero el año anterior en Saint Andrews, y ahora en Musselburgh, sería segundo. Si la victoria se le había escapado durante dos años, al punto de afectar a su orgullo competitivo y despertar algunas suspicacias entre sus rivales, en el plano personal la felicidad estaba al alcance de la mano.
Ese año de 1874, Morris había salido del domicilio paterno, al contraer matrimonio con una joven del pueblo, y esperaban su primer hijo. A fines del verano de 1875, los Morris fueron a North Berwick a jugar un partido contra los hermanos Willie y Mungo Park. Un telegrama llegó al club, informando de que la esposa de Tommy había enfermado gravemente. Hubo un viaje de regreso casi desesperado. Otro telegrama llegó al club cuando ellos ya habían partido, anunciando la trágica noticia: el parto se había complicado, la esposa y el niño han muerto.
Cuando llegaron a Saint Andrews, se enteraron de lo sucedido. Más que nunca, el golf reapareció absorbente. Todopoderoso, el “deporte de las apuestas” aplacó el tenaz dolor de la pérdida del hijo y la esposa; el capitán Arthur Molesworth le desafía por cien libras sobre seis vueltas al campo. Tommy aceptó la invitación, concediendo a su rival seis golpes de ventaja por cada vuelta; ganó fácilmente, y volvió a sonreír. Su padre guardaba la secreta esperanza de que el instinto por la competencia le devolviera el placer del golf y el gusto por las cosas de la vida. Pero, el frío atroz que hacía durante los partidos, consumieron su salud. Muerto de frío, acurrucándose en su abrigo, Tommy se disculpó ante el capitán Molesworth, quien ya le hablaba de otros partidos que podríanjugarse cuando las nieves pasaran y el tiempo fuera más benévolo.
Acompañado de su padre, Tommy volvió a su casa. Unos días después, se le diagnosticó una pulmonía, la cual se complicó porque el enfermo no tenía voluntad de sanar. La idea de la muerte se le hacía tanto más familiar cuanto que sentía extinguirse en él el deseo y la fuerza de vivir. Murió durante el sueño en la madrugada del 25 de diciembre de 1875. El día de Navidad su padre le encontró muerto.
En el sepelio, todo el pueblo de Saint Andrews acompañó a sus padres y a sus hermanos menores, y entre todos hicieron una colecta para levantarle un monumento ubicado en la Catedral de Saint Andrews. La placa que perpetúa su memoria da una idea de lo que significó su muerte para la mayoría de la gente:
“Con profunda pena de sus numerosos amigos y de todos los golfistas. Ganó tres veces seguidas el cinturón de campeón y lo mantuvo sin rival y sin envidia. Sus cualidades personales eran tan reconocidas como las golfísticas.” 